# やとわれ女将 菊千代の事件簿
『やとわれ女将 菊千代の事件簿』（やとわれおかみ きくちよのじけんぼ）は、2004年から2006年までTBS系「月曜ミステリー劇場」で放送されたテレビドラマシリーズ。全3回。主演は坂口良子。

## キャスト

### レギュラー
生駒菊千代
演 - 坂口良子
向嶋の元芸者で、現在は旅館の「やとわれ女将」。菊千代がやとわれた旅館は、南紀・伊勢志摩の旅館（第1作）、熱海の旅館（第2作）、伊豆修善寺の老舗旅館（第3作）。
西園寺辰之助
演 - 丹波哲郎（第1作・第2作）
観光協会理事長。

### ゲスト
第1作「伊勢・志摩の高級露天風呂で愛欲陰謀!?」（2004年）
- 四条春男（ホテル志摩石亭 社長） - 北村総一朗
- 四条夏生（四条の娘・ダンスで身を立てるためニューヨークに行っている） - 菊池麻衣子
- 西園寺陽介（鳥羽水族館 従業員・西園寺の息子） - 布川敏和
- 坂崎剛（多恵の息子） - 秋山純
- 野口秀樹（夏生の紹介で米国からやってきた男） - マイケル富岡
- 君代（仲居頭） - 川嶋朋子
- 初子（仲居） - 飯島順子
- 頼子（仲居） - 法月輝美
- 森島（番頭） - 斎藤清六
- 吉岡（板長） - 亀山忍
- ジム・ターナー - メクダシ・カリル
- チンピラ - 高原靖典
- 坂崎多恵（お伊勢参りの帰りの名古屋の客） - 冨士眞奈美
- 藤田むつみ、小泉まこ、村山竜平、高土新太郎、富田有美子、中神亜紀、佐藤佳奈子、高橋香、笹川恵理、田口美穂、三浦大志

第2作「熱海温泉〜真夜中の訪問者〜」（2005年）
- 鳳雁次郎（旅館の客） - 梅沢富美男
- 中川裕子（熱海の旅館の若女将・佳代の養女） - 田中美奈子
- 中川孝男（裕子の夫・婿養子） - 今井雅之
- 町田弘美（旅館の客） - 岡本舞
- 立花美枝（サラ金の社長） - 新藤恵美
- 島崎剛（美枝の部下） - 七海智哉
- 手下 - 菊池康弘
- 上條啓二（テレビ局のディレクター） - 豊原功補
- 中川佳代（熱海の旅館の大女将） - 長谷川稀世

第3作「伊豆・修善寺温泉〜寅年の女たちの戦争〜」（2006年）
- 桂木松男（道代の長男で勘当されている） - 角野卓造
- 石原鶴子（芸者・松男の同棲相手） - 平淑恵
- 桂木妙子（老舗旅館の若女将） - 大河内奈々子
- 桂木道代（老舗旅館の大女将） - 朝丘雪路
- 野崎晴男（旅館の客） - 大森うたえもん
- 木村優介（番頭・元経済記者） - 高橋克明
- 桂木芽衣（松男の娘） - 松本梨菜
- ヤクザ - 横山一敏
- 新堂勝（温泉ルポライター） - 坂上忍
- 梶野直純（泊り客の宝石商） - 平泉成

## スタッフ
- 脚本 - 高橋孝之介、酒井あきよし、山浦弘靖
- 監督 - 瀬川昌治
- 主題歌 - 天童よしみ「女の花が咲く」（テイチクエンタテインメント）
- プロデューサー - 近藤照男、斉藤勢津子
- 製作 - 近藤照男プロダクション、TBS

## 放送日程
| 話数 | 放送日        | サブタイトル                           | 脚本                    | 監督     |
| ---- | ------------- | -------------------------------------- | ----------------------- | -------- |
| 1    | 2004年6月21日 | 伊勢・志摩の高級露天風呂で愛欲陰謀!?   | 高橋孝之介 酒井あきよし | 瀬川昌治 |
| 2    | 2005年2月21日 | 熱海温泉・真夜中の訪問客               | 高橋孝之介 酒井あきよし | 瀬川昌治 |
| 3    | 2006年3月20日 | 伊豆・修善寺温泉〜寅年の女たちの戦争〜 | 山浦弘靖                | 瀬川昌治 |